# Salt Lake City Challenger 1978
Il Salt Lake City Challenger 1978 è stato un torneo di tennis facente parte della categoria ATP Challenger Series nell'ambito dell'ATP Challenger Series 1978. Il torneo si è giocato a Salt Lake City negli Stati Uniti dal 1 al 7 ottobre 1978 su campi in cemento.

## Vincitori

### Singolare
Kevin Curren ha battuto in finale  Steve Docherty con il punteggio di 6–4, 6–0

### Doppio
Marcelo Lara /  John Whitlinger hanno battuto in finale  Haroon Ismail /  Warren Maher con il punteggio di 6–4, 6–2